# Detlev von Einsiedel

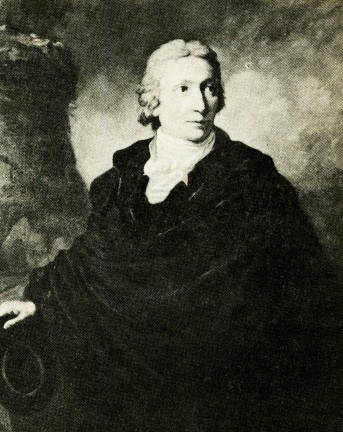
Detlev von Einsiedel, oljemålning av Anton Graff.

Detlev von Einsiedel, född 12 oktober 1773 i Wolkenburg, död där 20 mars 1861, var en sachsisk greve och politiker.
Einsiedel var 1813–30 statssekreterare för inrikes- och utrikesärendena. Hans reaktionära politik framkallade i september 1830 oroligheter i Dresden, vilka ledde till att han tvingades avgå samma år.